# Aéroport de Pangnirtung
L'aéroport de Pangnirtung est un aéroport situé au Nunavut, au Canada.